# Раздан (стадіон)
Стадіон «Раздан» (вірм. Հրազդան մարզադաշտ) — універсальний стадіон в місті Єреван, Вірменія. Є найбільшим і єдиним двоярусним стадіоном у Вірменії.

## Історія

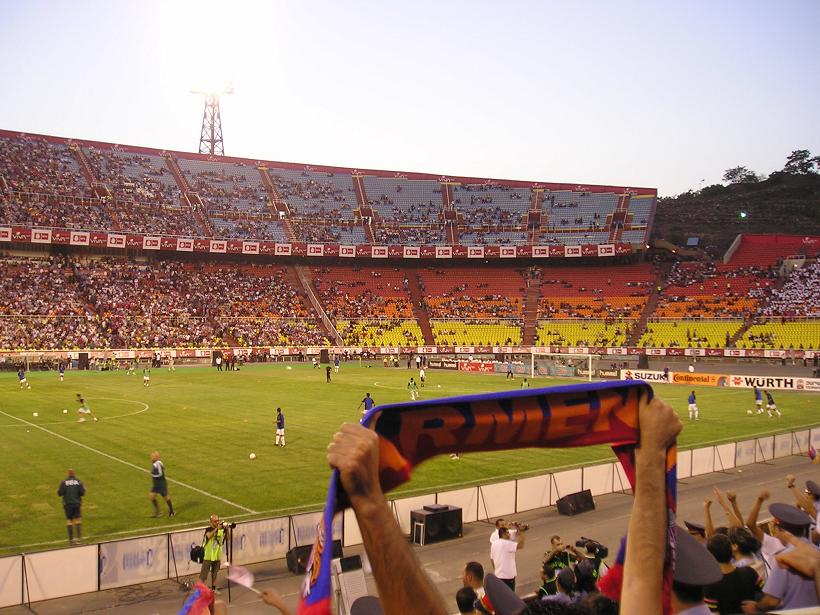
На матчі збірної Вірменії

«Раздан» побудований в 1970—1971 роках за 11 місяців за підтримки фонду Галуста Гюльбекяна. На схилі біля річки Раздан, від якої, власне, і отримав свою назву. Відкриття стадіону відбулося 19 травня 1971 року. У радянський час був одним з найбільш містких стадіонів СРСР і одним з небагатьох двоярусних. Саме на цьому стадіоні футбольні вболівальники «Арарату» побачили перемоги клубу, що призвели до "золота" чемпіонату СРСР 1973 року і перемог в Кубку СРСР 1973, 1975 років. Збірна СРСР на стадіоні провела лише два матчі, які обидва датуються 1978 роком. У квітні в товариській грі проти фінської збірної (10:2 на користь СРСР), а через півроку у відбірковому матчі чемпіонату Європи проти збірної Греції (2:0 перемога радянської збірної). На матчі з Фінляндією були присутні 12 000 глядачів, на матч з Грецією прийшло 40 тисяч.
Після розпаду СРСР на стадіоні проводила свої матчі збірна Вірменії, а також футбольні клуби. У 1990-х роках на стадіоні проводилися фінали Кубка Вірменії з футболу. У 2002 році відреставрований, реставрація була продовжена у 2006—2008 роках. Спочатку вміщував в себе 75 000 глядачів, після часткової реконструкції 69 000. Після реконструкції та встановлення індивідуальних крісел, стадіон вміщує 55 000 глядачів, є найбільшим стадіоном у Вірменії. За планом на стадіоні повинні були побудувати ярус і над східною трибуною, але якщо б він був побудований, то «Раздан» перевищував би місткістю «Лужники» («Лужники» вважався самим головним стадіоном в СРСР, так як він розташовувався в Москві, столиці СРСР), тому було прийнято рішення залишити ярус тільки над західною трибуною. Після успіхів збірної Вірменії у відбірковому циклі до Євро-2012 футбол став популярний, і стадіон почав активно використовуватися для проведення домашніх матчів. Також варто відзначити той факт, що стадіон розташований на гірському ландшафті в ущелину і для його будівництва, що потребувало більших витрат для будівництва. Він розташований поруч з відомим на весь світ коньячним заводом «Арарат».
До 2011 року був домашньою ареною футбольного клубу «Кілікії». Власник стадіону Ашот Агабабян, був одночасно і власником футбольного клубу «Кілікія». Однак на початку 2011 року керівництво вирішило розформувати клуб з фінансових причин, що в підсумку і сталося. Домашні ігри на «Раздані» до серпня 2015 року проводили футбольні клуби Прем'єр-ліги «Арарат» і «Уліссес».
26 червня 2015 року судом визнано банкрутом.

## Характеристики
Стадіон двох'ярусного рівня. Враховуючи розташованість стадіону на схилі, другий ярус є тільки на Західній трибуні. З східної сторони стадіон виходить до схилу, внизу якого тече річка Раздан. Габарити поля 105х68 м. Включає в себе зали для карате, художньої гімнастики, баскетболу, боксу, фехтування, аеробіки та настільного тенісу. Крім того, до складу стадіону входять зал загальної фізичної підготовки, два конференц-зали, три ресторани.